# Шакура, Николай Иванович
Никола́й Ива́нович Шаку́ра (бел. Мікалай Іванавіч Шакура, 7 октября 1945, д. Даниловка, Паричский район, Бобруйская область, БССР) — советский и российский астрофизик, доктор физико-математических наук (1988), профессор. В 1973 году совместно с Р. А. Сюняевым разработал теорию аккреционных дисков, лежащую в основе современной теории рентгеновских двойных систем. Избран членом-корреспондентом РАН 29 мая 2025 года.

## Биография
Отец — Шакура Иван Матвеевич, лейтенант Советской армии, ветеран Великой Отечественной войны, был демобилизован из-за ранения и перешёл на работу бухгалтером в колхозе. Мать — Шакура (Сидорова) Серафима Степановна, уроженка Татарстана. В семье выросло четверо сыновей. Начальную школу Николай окончил в родной деревне, 7-летнюю — в д. Ковчицы-2 Паричского района, среднюю — в городском посёлке Паричи (1963, с золотой медалью).
В 1969 году окончил физический факультет МГУ по специальности астрономия, в 1972 — аспирантуру в том же университете. Защитил кандидатскую диссертацию «Физические процессы в окрестностях нейтронных звёзд и застывших звёзд» (1972), затем докторскую диссертацию «Теория дисковой аккреции и её некоторые астрофизические приложения» (1988).
С 1972 года работает в Государственном астрономическом институте им. П. К. Штернберга (ГАИШ) МГУ им. М. В. Ломоносова, с 1995 — заведующий отделом релятивистской астрофизики. Входит в учёный совет ГАИШ, совет по защите докторских и кандидатских диссертаций Д501.001.86 при МГУ им. М. В. Ломоносова.
Член Международного астрономического союза и Европейского астрономического содружества.
Сфера научных интересов — теоретическая астрофизика, рентгеновская астрономия, ядерная астрофизика. Автор 5 книг и около 250 научных публикаций.
В 2005 году по предложению коллег из Крымской астрофизической обсерватории Национальной академии наук Украины комиссия Международного астрономического союза присвоила имя «Шакура» («Shakurа») малой планете № 14322 Солнечной системы.

## Научные работы
- New solution to viscous evolution of accretion disks in binary Systems // Astron. and Astrophys. 2000, v. 356, pp. 363–372. (Соавт.: Липунова Г. В.);
- Физические основы строения и эволюции звёзд. — М., изд-во МГУ, 1981. — 160 с. (Соавт.: Зельдович Я. Б., Блинников С. А.)
- Нейтронные звёзды и чёрные дыры в двойных звездных системах. — М.: Знание, 1976. — 64 с.
- Black Holes in Binary Systems. Observational Appearance // Astron. and Astrophys. 1973, v. 24, pp. 337–355. (Соавт.: Сюняев Р. А.)[9]

## Почётные звания и награды
- Медаль ордена «За заслуги перед Отечеством» II степени (2019)
- Государственная премия Российской Федерации в области науки и технологий 2016 года — за создание теории дисковой аккреции вещества на черные дыры.
- Заслуженный научный сотрудник МГУ им. М. В. Ломоносова (2008)
- Премия ІІ степени им. М. В. Ломоносова МГУ им. М. В. Ломоносова (2003)
- «Выдающийся учёный» института RIKEN (Япония, 1995)
- Серебряная медаль «За успехи в народном хозяйстве СССР» Выставки достижений народного хозяйства СССР (1985)